# 134134 Kristoferdrozd
134134 Kristoferdrozd è un asteroide della fascia principale. Scoperto nel 2005, presenta un'orbita caratterizzata da un semiasse maggiore pari a 3,1120087 UA e da un'eccentricità di 0,0762341, inclinata di 6,71358° rispetto all'eclittica.